# Adem Ljajić
Adem Ljajić (cyr. Адем Љајић; ur. 29 września 1991 w Novim Pazarze) – serbski piłkarz grający na pozycji pomocnika. Od 2023 roku zawodnik Novego Pazar.

## Życiorys

### Kariera klubowa
Jest wychowankiem belgradzkiego FK Partizan. W czasach juniorskich trenował także w FK Josanica (1998–2004). Do seniorskiego zespołu Partizana dołączył 1 lipca 2008. W rozgrywkach Super liga Srbije zadebiutował 17 sierpnia 2008 w wygranym 1:0 meczu z Banatem Zrenjanin. Do gry wszedł w 56. minucie, zastępując Miloša Bogunovicia. Pierwszego gola w lidze zdobył 23 listopada 2008 w wygranym 5:1 spotkaniu z OFK Beograd. W debiutanckim sezonie rozegrał 24 mecze ligowe, w których strzelił 5 goli. Wraz z Partizanem dwukrotnie został mistrzem kraju i raz zdobył jego puchar. W 2009 roku porozumiał się odnośnie do transferu z angielskim Manchesterem United, do którego miał trafić wspólnie z Zoranem Tošiciem. Przenosiny nie doszły jednak do skutku ze względu na problemy z uzyskaniem zezwolenia na pracę w Wielkiej Brytanii. Ostatecznie 13 stycznia 2010 odszedł za około 6,8 miliona euro do włoskiego ACF Fiorentina. W Serie A po raz pierwszy zagrał 31 stycznia 2010 z Cagliari Calcio (2:2). W 81. minucie zmienił Manuela Pasquala. W sumie we Fiorentinie występował w latach 2010–2013. Zagrał w tym czasie w 78 meczach w lidze i zdobył 15 bramek. 28 sierpnia 2013 został piłkarzem AS Roma, a kwota transferu wyniosła 12 milionów euro. Od 31 sierpnia 2015 do 30 czerwca 2016 przebywał na wypożyczeniu w Interze Mediolan, który otrzymał opcję transferu definitywnego. 18 lipca 2016 został wykupiony przez Torino FC za 9 milionów euro. 31 sierpnia 2018 został wypożyczony do tureckiego Beşiktaşu JK.

### Kariera reprezentacyjna
Reprezentował Serbię w kategoriach wiekowych do lat 17, 19 i 21. W seniorskiej reprezentacji zadebiutował 17 listopada 2010 wygranym 1:0 towarzyskim meczu z Bułgarią. Grał do 85. minuty, po czym zmienił go Pavle Ninkov. Ze względu na odmowę śpiewania serbskiego hymnu bywał pomijany przez selekcjonera Sinišę Mihajlovicia przy powołaniach do reprezentacji. Zapowiedział, że nie będzie grał w kadrze do czasu obowiązywania wymogu śpiewania hymnu. W 2018 roku został powołany do kadry na mistrzostwa świata w Rosji.

### Życie prywatne
Z pochodzenia jest Boszniakiem. Jest również praktykującym muzułmaninem.